# Ołeksij Huculak
Ołeksij Ołeksandrowycz Huculak, ukr. Олексій Олександрович Гуцуляк (ur. 25 grudnia 1997 w obwodzie chmielnickim, Ukraina) – ukraiński piłkarz, grający na pozycji napastnika.

## Kariera piłkarska

### Kariera klubowa
Wychowanek klubu UFK Lwów, barwy którego bronił w juniorskich mistrzostwach Ukrainy (DJuFL). Pierwsi trenerzy Taras Pawlisz i Andrij Dulibski. Karierę piłkarską rozpoczął 1 marca 2015 w podstawowym składzie Karpat Lwów w meczu z Metałurhiem Donieck. 6 czerwca 2016 został wypożyczony do Villarreal CF. Nie rozegrał żadnego meczu w podstawowym składzie i 2 lutego 2017 wrócił do Karpat. 21 stycznia 2020 przeszedł do Desny Czernihów.

### Kariera reprezentacyjna
Występował w juniorskich reprezentacjach U-17 i U-19.

## Sukcesy i odznaczenia

### Sukcesy klubowe
- brązowy medalista Juniorskich Mistrzostw Ukrainy U-19: 2014